# Liste der Parlamentarischen Staatssekretäre bei dem Bundesminister der Verteidigung
Diese Liste umfasst die Parlamentarischen Staatssekretäre bei dem Bundesminister der Verteidigung, die Mitglied des Deutschen Bundestags sind, aber nicht der Bundesregierung angehören, sondern ein Mitglied der Bundesregierung (Bundesminister der Verteidigung) bei seiner Tätigkeit unterstützen.
- 1967–1969: Eduard Adorno (CDU)
- 1969–1975: Karl Wilhelm Berkhan (SPD)
- 1975–1976: Hermann Schmidt (SPD)
- 1976–1980: Andreas von Bülow (SPD)
- 1980–1982: Willfried Penner (SPD)
- 1982–1983: Kurt Jung (FDP)
- 1982–1988: Peter Kurt Würzbach (CDU)
- 1987–1990: Agnes Hürland-Büning (CDU)
- 1988–1992: Willy Wimmer (CDU)
- 1990–1992: Ottfried Hennig (CDU)
- 1992–1993: Ingrid Roitzsch (CDU)
- 1992–1998: Bernd Wilz (CDU)
- 1993–1996: Michaela Geiger (CSU)
- 1997–1998: Klaus Rose (CSU)
- 1998–2002: Brigitte Schulte (SPD)
- 1998–2005: Walter Kolbow (SPD)
- 2002–2005: Hans Georg Wagner (SPD)
- 2005–2006: Friedbert Pflüger (CDU)
- 2005–2013: Christian Schmidt (CSU)
- 2006–2013: Thomas Kossendey (CDU)
- 2013–2018: Ralf Brauksiepe (CDU)
- 2013–2018: Markus Grübel (CDU)
- 2018–2021: Peter Tauber (CDU)
- 2018–2021: Thomas Silberhorn (CSU)
- 2021–2025: Thomas Hitschler (SPD)
- 2021–2025: Siemtje Möller (SPD)
- seit 2025: Nils Schmid (SPD)
- seit 2025: Sebastian Hartmann (SPD)

Die beamteten Staatssekretäre im Bundesministerium der Verteidigung finden sich in der Liste der beamteten Staatssekretäre im Bundesministerium der Verteidigung.